# Les Sœurs bien-aimées
Pour plus de détails, voir Fiche technique et Distribution.
Les Sœurs bien-aimées (Die geliebten Schwestern) est un film dramatique romantique germano-austro-suisse écrit et réalisé par Dominik Graf, sorti en 2014.
Il s'agit d'une biographie romancée entre Friedrich von Schiller et les deux sœurs Caroline von Beulwitz et Charlotte von Lengefeld, à la fin du XVIIIe siècle, imaginée par Dominik Graf à partir d’une double déclaration d'amour épistolaire du poète aux deux sœurs.

## Synopsis
Au cours de l’été 1788, à Rudolstadt en Allemagne, les sœurs aristocratiques Caroline von Beulwitz, mariée de force pour sauver sa famille de la ruine, et Charlotte von Lengefeld (qui deviendra sa femme), célibataire vainement en quête d'un mari, rencontrent le jeune poète aux idées progressistes Friedrich von Schiller. Séduites, elles échangent sur fond de Sturm und Drang des messages cryptés avec le fougueux écrivain et prennent la décision de partager leur sentiment avec lui, mais ce ménage à trois, d’abord harmonieux, ne tardera pas à susciter commérages et rancœurs…

## Fiche technique
- Titre original : Die geliebten Schwestern
- Titre international : Sisters Beloved
- Titre français : Les Sœurs bien-aimées
- Réalisation : Dominik Graf
- Scénario : Dominik Graf
- Direction artistique : Claus-Jürgen Pfeiffer
- Décors : Thomas Göldner
- Costumes : Barbara Grupp
- Photographe : Michael Wiesweg
- Montage : Claudia Wolscht
- Musique : Sven Rossenbach et Florian van Volxem
- Production : Uschi Reich
- Société de production : Bavaria Filmverleih- und Produktions GmbH
- Société de distribution : Senator Film (Allemagne)
- Pays d'origine : Allemagne, Autriche et Suisse
- Langue originale : allemand et français
- Format : couleur - 1.85 : 1 - Dolby Digital - 35 mm
- Genre : drame romantique
- Durée : 138 minutes ; 171 minutes (festival)
- Dates de sortie :
  -  Allemagne : 8 février 2014 (Berlinale) ; 31 juillet 2014 (nationale)
  -  France : 14 octobre 2014 (Festival du Cinéma Allemand de Paris)
  -  Autriche : 31 octobre 2014 (nationale)

## Distribution
- Hannah Herzsprung : Caroline von Beulwitz
- Florian Stetter : Friedrich Schiller
- Henriette Confurius : Charlotte von Lengefeld
- Claudia Messner : Madame Louise von Lengefeld
- Anne Schäfer : Frau von Kalb
- Maja Maranow : Frau von Stein
- Ronald Zehrfeld : Guillaume de Wolzogen
- Michael Wittenborn : Knebel

## Production
La société de production Bavaria Filmverleih- und Produktions GmbH s'associe avec Wega Filmproduktionsgesellschaft mbH (Vienne), WS-Film Walter Schmidt, Kiddinx Filmproduktion GmbH (Berlin), Senator Film Produktion GmbH, Westdeutscher Rundfunk (Cologne), Bayerischer Rundfunk (Munich), ARD Degeto Film (Francfort-sur-le-Main), Österreichischer Rundfunk (Vienne).
Le tournage a lieu entre le 23 août et le 7 novembre 2012 en Allemagne, à Weimar, Altenbourg et Rudolstadt dans le land de Thuringe, Coswig en Saxe et Havixbeck en Rhénanie-du-Nord-Westphalie ainsi que dans le Tyrol en Autriche.

## Accueil

### Sorties internationales
L’avant-première de Sœurs bien-aimées a eu lieu en février 2014 au Festival international du film de Berlin (Berlinale) avant sa sortie nationale fin juillet 2014 de la même année dans toute l’Allemagne.
En France, il est sélectionné au Festival du cinéma allemand de Paris en mi-octobre 2014.

## Distinctions

### Récompenses
- Bayerischer Filmpreis 2014 : Meilleur directeur de la photographie pour Michael Wiesweg

### Nominations
- Berlinale 2014 :
  - Ours d'or du meilleur film
  - Grand prix du jury
  - Ours d'argent du meilleur réalisateur
  - Ours d'argent du meilleur acteur
  - Ours d'argent du meilleur scénario
  - Ours d'argent de la meilleure contribution technique
  - Ours d'argent de la meilleure musique de film
  - Prix Alfred-Bauer
- Festival international du film de Chicago 2014 : Prix du public
- Festival international du film de Hawaii 2014 : Meilleur film